# Гоф, Майкл (актёр озвучивания)
Майкл Гоф (англ. Michael Gough; род. 3 декабря 1956, Сан-Хосе, Калифорния) — американский актёр озвучивания и певец. Наиболее известен озвучиванием Декарда Кейна в серии компьютерных игр Diablo, Суслика во франшизе «Винни-Пух» и Шрека в одноимённой серии компьютерных игр.

## Биография
Майкл Дж. Гоф родился 3 декабря 1956 года в городе Сан-Хосе (Калифорния, США).
В 1986 году он впервые появился на телеэкране — он исполнил небольшую роль в телефильме Shattered Spirits, два года спустя состоялся дебют актёра на широком экране — он был актёром массовки в малобюджетной ленте «Повелитель скорости и времени». С 1988 года работает актёром озвучивания, и по состоянию на январь 2024 года Майкл Гоф озвучил персонажей в более чем 350 фильмах, мультфильмах, мультсериалах и компьютерных играх. В 2001—2016 годах исполнил 12 песен в шести мультфильмах и одной игре.

## Озвучивание

### Широкий экран
- 1989 — Маленький Нимо: Приключения в стране снов / Little Nemo: Adventures in Slumberland — учитель

### Телевидение
- 1988—1991 — Новые приключения Винни-Пуха / The New Adventures of Winnie the Pooh — Суслик[англ.] (в 33 эпизодах)
- 1990—1991 — Чудеса на виражах / TaleSpin — полковник Иванод Спигот (в 8 эпизодах)
- 1991 — Джеймс Бонд-младший[англ.] / James Bond Jr. — Спойлер (в 3 эпизодах)
- 1991 — Чёрный Плащ / Darkwing Duck — Джамбалайа Джек / Ковбой Дуг (в 3 эпизодах)
- 1991 — Винни-Пух и Рождество[англ.] / Winnie the Pooh and Christmas Too — Суслик
- 1992 — Русалочка / The Little Mermaid — Малыш Кальмар (в 1 эпизоде)
- 1992 — Гуфи и его команда / Goof Troop — разные роли (в 6 эпизодах)
- 1992—1993 — Легенда о принце Валианте[англ.] / The Legend of Prince Valiant — разные роли (в 3 эпизодах)
- 1993 — Чокнутый / Bonkers — второстепенные персонажи (в 2 эпизодах)
- 1994 — Аладдин / Aladdin — стражник Капока / музыкант (в 1 эпизоде)
- 1996 — Винни-Пух и Хэллоуин[англ.] / Boo to You Too! Winnie the Pooh — Суслик
- 1996 — Черепашки-ниндзя / Teenage Mutant Ninja Turtles — разные роли (в 8 эпизодах)
- 1996, 1999 — Король Лев: Тимон и Пумба / Timon & Pumbaa — птица-носорог Зазу (в 4 эпизодах)
- 1997 — Невероятные приключения Джонни Квеста[англ.] / The Real Adventures of Jonny Quest — лодочник Якоби / профессор Эрик (в 1 эпизоде)
- 1997 — Крутые бобры / The Angry Beavers — Хосан / Мастер Нг (в 1 эпизоде)
- 1997 — Джонни Браво / Johnny Bravo — разные роли (в 1 эпизоде)
- 1997—1998 — Коровка и Петушок / Cow and Chicken — разные роли (в 2 эпизодах)
- 1997—1999 — Я — горностай / I Am Weasel — разные роли (в 4 эпизодах)
- 1998 — Приключения из Книги добродетелей[англ.] / Adventures from the Book of Virtues — Авраам Линкольн (в 1 эпизоде)
- 1998 — Вторжение в Америку[англ.] / Invasion America — второстепенные персонажи (в 3 эпизодах)
- 1998 — О да! Мультики[англ.] / Oh Yeah! Cartoons — босс Макса (в 2 эпизодах)
- 1998 — Винни-Пух и День благодарения[англ.] / A Winnie the Pooh Thanksgiving — Суслик
- 1998—1999 — Секретные материалы псов-шпионов / The Secret Files of the Spy Dogs — второстепенные персонажи (в 13 эпизодах)
- 1999 — Винни-Пух: Валентинка для тебя[англ.] / A Valentine for You — Суслик
- 1999, 2002—2003 — Дикая семейка Торнберри / The Wild Thornberrys — разные роли (в 4 эпизодах)
- 2000, 2004 — Ракетная мощь / Rocket Power — разные роли (в 2 эпизодах)
- 2001 — Люди в чёрном / Men in Black: The Series — разные роли (в 1 эпизоде)
- 2001 — Отряд времени[англ.] / Time Squad — разные роли (в 4 эпизодах)
- 2001 — Приключения Джеки Чана / Jackie Chan Adventures — Детектив Ле Фу / Серый Лис (в 1 эпизоде)
- 2001, 2003—2004, 2006 — Супер-шпионки / Totally Spies! — Тим Скэм, учёный (в 7 эпизодах)
- 2002 — Мышиный дом / Disney’s House of Mouse — Суслик (в 1 эпизоде)
- 2002 — Лига справедливости / Justice League — профессор Генри Мосс / охранник (в 1 эпизоде)
- 2003 — Жизнь и приключения робота-подростка / My Life as a Teenage Robot — Толстяк / Мужчина (в 1 эпизоде)
- 2004 — Дэнни-призрак / Danny Phantom — Сэмпсон (в 1 эпизоде)
- 2004—2005 — Ужасные приключения Билли и Мэнди / The Grim Adventures of Billy & Mandy — разные роли (в 4 эпизодах)
- 2005 — Что новенького, Скуби-Ду? — разные роли (в 1 эпизоде)
- 2005 — Дак Доджерс — разные роли (в 2 эпизодах)
- 2006 — Новая школа императора / The Emperor’s New School — Иматча (в 1 эпизоде)
- 2006 — Чародейки / W.I.T.C.H. — Оракул / прочие персонажи (в 4 эпизодах)
- 2006—2007 — Бен-10 / Ben 10 — разные роли (в 2 эпизодах)
- 2010 — Титан Симбионик / Sym-Bionic Titan — заложник / грабитель / хулиган (в 1 эпизоде)
- 2012—2020 — Доктор Плюшева / Doc McStuffins — разные роли (в 12 эпизодах)
- 2015—2016 — Болотные беседы со Шреком и Ослом / Swamp Talk with Shrek & Donkey — Шрек (в 67 эпизодах)
- 2018 — Вся правда о медведях / We Bare Bears — доктор Фасоль (в 1 эпизоде)
- 2021 — Шоу Тома и Джерри / The Tom and Jerry Show — профессор Димпл (в 1 эпизоде)

### Сразу-на-видео
- 1997 — Красавица и Чудовище: Чудесное Рождество / Beauty and the Beast: The Enchanted Christmas — отец Красавицы (в титрах не указан)
- 2001 — Леди и Бродяга 2 / Lady and the Tramp II: Scamp’s Adventure — Джо (в титрах не указан)
- 2002 — Винни-Пух: Рождественский Пух[англ.] / A Very Merry Pooh Year — Суслик
- 2005 — Винни-Пух и Слонотоп: Хэллоуин — Суслик (в титрах не указан)
- 2009 — Супермен/Бэтмен: Враги общества — Человек-ястреб / Капитан Холод (в титрах не указан)
- 2011 — Сверхновый Супермен / All-Star Superman — Паразит
- 2011 — Том и Джерри и Волшебник из страны Оз / Tom and Jerry and the Wizard of Oz — Страшила
- 2011 — Скуби-Ду! Легенда о Фантозавре / Scooby-Doo! Legend of the Phantosaur — мистер Бэббит / Блэр / студент / прочие персонажи
- 2011 — Бэтмен: Год первый / Batman: Year One — водитель
- 2016 — Том и Джерри: Возвращение в страну Оз[англ.] / Tom and Jerry: Back to Oz — Страшила / Ханк

### Компьютерные игры
- 1994 — Freddy Pharkas: Frontier Pharmacist — Малыш Кенни / Сальваторе О’Ханраан
- 1996 — Soviet Strike — Бессас
- 1996 — Leisure Suit Larry: Love for Sail! — разные персонажи
- 1996 — Diablo — Колдун / Кейн-старший[2]
- 1997 — Herc’s Adventures — Дионис
- 1998 — StarCraft — Тассадар[3]
- 1998 — Spyro the Dragon — разные персонажи
- 1998 — Baldur’s Gate — разные персонажи
- 1999 — Disney’s Villains’ Revenge[англ.] — принц Чарминг / игрок в карты
- 2000 — Diablo II — Декард Кейн
- 2000 — Tenchu 2: Birth of the Stealth Assassins — Мацуносин Года
- 2000 — Star Trek: Deep Space Nine: The Fallen[англ.] — разные персонажи
- 2000 — Baldur’s Gate II: Shadows of Amn — Солафейн
- 2000 — Star Trek: Klingon Academy[англ.] — гражданский военный инженер / командующий боевой станцией
- 2001 — Diablo II: Lord of Destruction — Декард Кейн
- 2001 — Arcanum: Of Steamworks and Magick Obscura — Франклин Пэйн
- 2001 — Star Wars: Galactic Battlegrounds — разные персонажи
- 2001 — Metal Gear Solid 2: Sons of Liberty — русский солдат (в англоязычной локализации)
- 2002 — Star Wars Jedi Knight II: Jedi Outcast — Родиан / офицер-штурмовик
- 2002 — Summoner 2[англ.] — средневековый рыцарь
- 2002 — Treasure Planet: Battle at Procyon[англ.] — разные персонажи
- 2002 — Soldier of Fortune II: Double Helix — второстепенные персонажи
- 2003 — Tenchu: Wrath of Heaven[англ.] — Гохида (в англоязычной локализации)
- 2003 — Star Wars: Knights of the Old Republic — Ларго / Хендар
- 2003 — Call of Duty — капитан Прайс / второстепенные персонажи
- 2003 — True Crime: Streets of LA — второстепенные персонажи
- 2004 — Samurai Warriors — Акэти Мицухидэ (в англоязычной локализации)
- 2004 — The Punisher — разные персонажи
- 2004 — Shrek 2: The Game — Шрек / король Гарольд / рыцарь / другие персонажи
- 2004 — The Chronicles of Riddick: Escape from Butcher Bay — разные персонажи
- 2004 — Xenosaga Episode II: Jenseits von Gut und Böse — Джин Узуки / Вектор Стафф (в англоязычной локализации)
- 2004 — Doom 3 — Э. Грэфтон / второстепенные персонажи
- 2004 — Shark Tale[англ.] — Рыба-папарацци / второстепенные рыбы
- 2004 — Men of Valor — второстепенные персонажи
- 2004 — X-Men Legends — второстепенные персонажи
- 2004 — EverQuest II — разные персонажи
- 2004 — Vampire: The Masquerade – Bloodlines — Бекетт / Гимбл
- 2004 — Metal Gear Solid 3: Snake Eater — солдат / Джонни Сасаки (в англоязычной локализации)
- 2004 — Viewtiful Joe 2[англ.] — Большой Джон (в англоязычной локализации)
- 2004 — Star Wars: Knights of the Old Republic II – The Sith Lords — разные персонажи
- 2004 — Gurumin: A Monstrous Adventure[англ.] — Гиперболик / Гига (в англоязычной локализации)
- 2005 — Samurai Western[англ.] — разные персонажи (в англоязычной локализации)
- 2005 — Resident Evil 4 — Озмунд Саддлер, лидер культа «Лос Иллюминадос»[4] (в англоязычной локализации)
- 2005 — Shadow of Rome[англ.] — Наркластезе (в англоязычной локализации)
- 2005 — Winnie the Pooh’s Rumbly Tumbly Adventure[англ.] — Суслик
- 2005 — Project Snowblind[англ.] — Джон Уокер
- 2005 — Dynasty Warriors 5[англ.] — Жу Ю (в англоязычной локализации)
- 2005 — Area 51 — второстепенные персонажи
- 2005 — Predator: Concrete Jungle — второстепенные персонажи
- 2005 — Killer7 — Дэн Смит (в англоязычной локализации)
- 2005 — Ape Escape 3[англ.] — Синяя Обезьяна (в англоязычной локализации)
- 2005 — Viewtiful Joe: Red Hot Rumble[англ.] — Большой Джон (в англоязычной локализации)
- 2005 — Call of Duty 2 — капитан Прайс
- 2005 — Spyro: A Hero’s Tail — Профессор / Гнэсти Гнорк
- 2005 — The Matrix: Path of Neo — Сераф / Агент Браун / Вампир
- 2005 — Kingdom Hearts II — Суслик[5] (в англоязычной локализации)
- 2006 — Time Crisis 4[англ.] — Ларри Гарфилд
- 2006 — Gothic 3 — второстепенные персонажи (в англоязычной локализации)
- 2006 — Marvel: Ultimate Alliance — МОДОК / Копёр[англ.] / Шокер
- 2006 — Gears of War — Энтони Кармайн / пьяница
- 2006 — Superman Returns (видеоигра) / Superman Returns — граждане Метрополиса
- 2006 — The Lord of the Rings: The Battle for Middle-earth II: The Rise of the Witch-king — представители расы «чёрные нуменорцы» (Black Númenóreans)
- 2006 — Shrek Smash n’ Crash Racing[англ.] — Шрек
- 2006 — Xenosaga Episode III[англ.] — Джин Узуки / Айзен Магус (в англоязычной локализации)
- 2007 — Kingdom Hearts II: Final Mix+ — Суслик (в англоязычной локализации)
- 2007 — Spider-Man 3 — второстепенные персонажи
- 2007 — Eternal Sonata[англ.] — доктор / волшебник-исследователь / королевский чиновник (в англоязычной локализации, под псевдонимом Уэлл Хойл)
- 2007 — Bee Movie Game — Гарри Бимен / учёный-«медовик» / пчела-самец
- 2007 — The Golden Compass[англ.] — Лорд Фаа / охотник-джиптианин[англ.] / раненый моряк
- 2007 — Lost Odyssey — рассказчик
- 2007 — Shrek the Third — Шрек / ведущий
- 2008 — Metal Gear Solid 4: Guns of the Patriots — верфольф / рассказчик
- 2008 — Too Human — Хеймдолл
- 2008 — Rise of the Argonauts — Гермес / Демелион / Кентавр
- 2008 — Gears of War 2 — Энтони Кармайн / Бенджамин Кармайн
- 2009 — The Chronicles of Riddick: Assault on Dark Athena — Курильщик / Вальве / IDI
- 2009 — G-Force — моль Крапинка
- 2009 — Uncharted 2: Among Thieves — сербские солдаты
- 2009 — Madagascar Kartz[англ.] — Шрек
- 2009 — Dragon Age: Origins — Мудрый Эльф / Эльф-стражник в хосписе / Голодный Ветеран / прочие персонажи
- 2009 — Assassin’s Creed II — стражники в Сан-Джиминьяно, Флоренции и Венеции / прочие персонажи
- 2009 — Final Fantasy XIII — обитатели Кокона[6] (в англоязычной локализации)
- 2010 — Lost Planet 2 — второстепенные персонажи
- 2010 — Shrek Forever After — Шрек
- 2010 — Assassin’s Creed: Brotherhood — второстепенные персонажи
- 2011 — Gears of War 3 — Энтони Кармайн / Бенджамин Кармайн / Клейтон Кармайн
- 2011 — Batman: Arkham City — доктор / полицейский / охранники TYGER
- 2011 — Uncharted 3: Drake’s Deception — сербский солдат
- 2011 — The Elder Scrolls V: Skyrim — Аколайт Дженссен / Элвор / Искатель приключений / прочие персонажи
- 2011 — Saints Row: The Third — прохожий / второстепенные персонажи
- 2011 — Assassin’s Creed: Revelations — второстепенные персонажи
- 2012 — Kingdoms of Amalur: Reckoning — Артагалл / Капитан Педуин / Эдгар Арон / прочие персонажи
- 2012 — Diablo III — Декард Кейн
- 2012 — The Elder Scrolls V: Skyrim — Dawnguard — Раргал Траллмастер / домашний скот вампиров
- 2013 — Sly Cooper: Thieves in Time — охранник журавль
- 2013 — Gears of War: Judgment — Клейтон Кармайн
- 2013 — The Last of Us — второстепенные персонажи
- 2013 — Batman: Arkham Origins — капитан Джеймс Гордон, комиссар полиции Готэм-сити
- 2013 — Batman: Arkham Origins Blackgate — капитан Джеймс Гордон, комиссар полиции Готэм-сити
- 2013 — Lightning Returns: Final Fantasy XIII — второстепенные персонажи
- 2014 — Diablo III: Reaper of Souls — Декард Кейн
- 2014 — The Elder Scrolls Online — Шалидор
- 2014 — Murdered: Soul Suspect — второстепенные персонажи
- 2014 — Middle-earth: Shadow of Mordor — Шагфлак / орки Немезиса
- 2015 — King’s Quest — Ларри / Уэнте Фэй
- 2015 — Disney Infinity 3.0[англ.] — второстепенные персонажи
- 2016 — Uncharted 4: A Thief’s End — наёмник «Береговой Линии»
- 2017 — Uncharted: The Lost Legacy — наёмник «Береговой Линии»
- 2017 — Middle-earth: Shadow of War — орки Немезиса
- 2017 — Call of Duty: WWII — второстепенные персонажи
- 2018 — The Elder Scrolls Online: Summerset — Шалидор
- 2018 — Lego The Incredibles — мэр
- 2018 — Spyro Reignited Trilogy — Гнасти Гнорк
- 2018 — Fallout 76 — четыре персонажа
- 2018 — Judgment[англ.] — Ёдзи Соно (в англоязычной локализации)
- 2019 — Travis Strikes Again: No More Heroes — три персонажа
- 2019 — Kingdom Hearts III — Суслик[англ.]
- 2019 — Crash Team Racing Nitro-Fueled — Н. Транс • Гнасти Гнорк • второстепенные персонажи
- 2019 — Eliza — Марк
- 2019 — Gears 5 — Клейтон Кармин • неигровые персонажи
- 2019 — Asgard's Wrath[англ.] — Свейн
- 2020 — Final Fantasy VII Remake — второстепенные персонажи (в англоязычной локализации)
- 2020 — The Last of Us Part II — второстепенные персонажи
- 2020 — Mafia: Definitive Edition — Финн Харрингтон • полиция
- 2020 — Call of Duty: Black Ops Cold War — Ульрих Фогель
- 2021 — Crash Bandicoot: On the Run![англ.] — Н. Транс • Гнасти Гнорк
- 2021 — Diablo II: Resurrected — Декард Кейн
- 2022 — Horizon Forbidden West — Савохар
- 2022 — Diablo Immortal — Декард Кейн
- 2022 — Saints Row — пешеходы Санто-Илесо
- 2022 — Overwatch 2 — второстепенные персонажи
- 2023 — Star Wars Jedi: Survivor — второстепенные персонажи
- 2023 — Call of Duty: Modern Warfare III — второстепенные персонажи
- 2023 — Asgard's Wrath 2[англ.] — Свейн
- 2023 — Diablo IV — Декард Кейн[7]

### Исполнение песен
- 2001 — Леди и Бродяга 2 / Lady and the Tramp II: Scamp’s Adventure — «Welcome Home»
- 2011 — Том и Джерри и Волшебник из страны Оз / Tom and Jerry and the Wizard of Oz — «We’re Off to See the Wizard (The Wonderful Wizard of Oz) Reprise» и «The Merry Old Land of Oz»
- 2011 — The Elder Scrolls V: Skyrim — «Tale of the Tougnes» и «The Age of Aggression / Opression»
- 2016 — Том и Джерри: Возвращение в страну Оз[англ.] / Tom and Jerry: Back to Oz — «The Jitterbug», «We’re Off to see the Wizard» и «There’s No Place Like Home»